# Namuno (distrito)
Namuno é um distrito da província de Cabo Delgado, em Moçambique, com sede na vila de Namuno. Tem limite, a norte com o distrito de Montepuez, a oeste com o distrito de Balama, a sul com os distritos de Lalaua, Mecubúri e Eráti da província de Nampula e a leste com o distrito de Chiúre. 

## Demografia
Em 2007, o Censo indicou uma população de 179 408. Com uma área de 6915  km², a densidade populacional chegava aos 25,94 habitantes por km².
De acordo com o Censo de 1997, o distrito tinha 138 229 habitantes, daqui resultando uma densidade populacional de 20,0 habitantes por km².

## Divisão administrativa
O distrito está dividido em seis postos administrativos (Hucula, Luli, Machoca, Meloco, Namuno e Ncumpe), compostos pelas seguintes localidades:
- Posto Administrativo de Hucula:
  - Hucula, e
  - Mavo
- Posto Administrativo de Luli:
  - Luli
- Posto Administrativo de Machoca:
  - Macheremele, e
  - Machoca
- Posto Administrativo de Meloco:
  - Meloco, e
  - Muatuca
- Posto Administrativo de Namuno:
  - Mahussiine,
  - Milipone,
  - Namuno,
  - Nicane, e
  - Nicuita
- Posto Administrativo de Ncumpe:
  - Ncumpe, e
  - Pambara